# FPScore
FPScore je česká počítačová hra z roku 2008, která využívá herní engine ze hry Quake III. Hlavním autorem hry je programátor Adam Konrád, který ji vydal ve spolupráci s časopisem Score. Na vzniku projektu a se podílel tehdejší šéfredaktor Score, Jan Modrák. Většinu úprav po odchodu Adama Konráda udělal Otakar Pěnkava.
Hra obsahuje mapy, které jsou částečně inspirovány skutečností jako stanice metra Muzeum nebo radar v Brdech a Stoky, ale také klony map ze hry Counter-Strike, známé mapy Asault nebo Dust.
29. června 2011 vyšel patch, který bsahuje nové zbraně, mapy a pár dalších vylepšení. Hra už je v některých aspektech na vyšší úrovni než Quake 3 Arena, protože je v ní možné rozbíjet některé stěny, má více zbraní a lepší žebříky (dá se po nich i slézat).[zdroj⁠?!] První servery přešly na novou verzi hry 4. července 2011.
Servery, na kterých byla hra provozována, byly od března 2012 do června 2012 vypnuty po tzv. denial of service útoku. Poté vyšla verze FPScore 1.35b pro Windows a Wine. Po vydání verze 1.35b byly servery opět spuštěny.